# Hans Nielsen Hauge
Hans Nielsen Hauge (3. april 1771 på gården Hauge i Tune præstegæld i Østfold– 29. marts 1824 på Bredtvedt i Østre Aker) var en norsk lægprædikant, far til Andreas Hauge. 
Hauge var bondesøn og lige fra barndommen optaget af religiøse spørgsmål. Efter en ensom og smertefuld ungdom, fik han i 1796 et afgørende gennembrud, idet han både opnåede fuld indre ro og nåede til klarhed over sit livs kald. Han begyndte at optræde som lægprædikant, først hjemme i sin faders hus og senere andre steder i præstegældet og amtet. Hans glødende forkyndelse bredte sig, snart var der ud over hele det sydøstlige Norge, hvorfra en række yngre og ældre mænd sammen med Hauge gik ud som folkeprædikanter over hele Norge. I 1798—1804 drog Hauge omkring som lægprædikant i Norge og udstrakte også sine rejser til Danmark. 

## Forfatterskab og økonomiske aktiviteter
Ved siden af sit anstrengende rejseliv udfoldede Hauge en betydelig forfattervirksomhed. Han skrev i et ofte knudret og fejlfuldt sprog, men hans skrifter fik en hidtil uhørt udbredelse; man kunne visse steder se hele vognlæs af dem blive transporteret op gennem de trange fjelddale. Midt under denne rastløse virksomhed fandt han også tid til handelsvirksomhed, efter at han 1801 havde taget borgerskab som købmand i Bergen. Hans 
hensigt var dels at skaffe sig midler for at fremme sin religiøse virksomhed, dels at blive i stand til at hjælpe sine tilhængere frem til økonomisk selvstændighed. Resultatet af 
hans optræden blev den stærkeste og mest gennemgribende religiøse vækkelse, der nogensinde har fundet sted i Norge. En vækkelse, der også fik stor betydning for udviklingen af landets 
erhvervsliv, idet flere af Hauges venner efter hans råd og med økonomisk hjælp fra ham nedsatte sig som købmænd, anlagde fabrikker eller købte jord. 

## Oplysning og alfabetisering
Den haugianske vækkelse fremmede i høj grad den norske nations oplysning og lysten til at læse og skrive. Hans mange breve, der cirkulerede blandt almuen, blev af mange benyttet til at lære sig at skrive. 

## Forhold til præstestanden
Under sine rejser havde Hauge mange sammenstød med sin samtids rationalistiske præster, som han både i sine skrifter og sin mundtlige forkyndelse angreb i meget hårde vendinger. 

## Arrestation og dom
Efter flere gange at have været straffet for overtrædelse af Konventikelplakaten af 1741 blev han i sensommeren 1804 pågrebet og sat i fængsel, på samme tid som der blev sat retslig forfølgelse i gang mod ham efter de mange klager fra både verdslige og gejstlige embedsmænd i Norge. Først i slutningen af 1814 faldt der endelige dom i sagen. Hauge blev frikendt for alle væsentlige anklagepunkter og kun idømt en bøde på 1000 rigsdaler, fordi han havde overtrådt Konventikelplakaten og i sine skrifter fremført "grove Invektiver mod Gejstligheden". Størstedelen af tiden mellem 1805 og 1814 havde Hauge siddet i fængsel; 1809 blev han dog ikke blot løsladt, men fik ydermere offentlige midler til at anlægge saltkogerier flere steder Norge. Efter hjemkomsten til Norge blev han dog atter sat i fængsel, hvorfra han 1811 blev løsladt mod kaution. Den hårde behandling, han var udsat for under sin langvarige arrest nedbrød Hauges helbred, og gav ham varige mén resten af livet. Han levede i sine sidste år på gården Bredtvedt i Østre Aker, hvor han stadig fik besøg af venner fra nær og fjern, og hvor han døde. På Aker kirkegård er der rejst et beskedent gravmonument.

## Konsekvenser af vækkelsen
Den bevægelse, Hauge rejste i årene 1795 til 1804, blev i stor udstrækning kvalt i den efterfølgende tid, for efter 1814 at skyde frem igen. Den haugianske vækkelse var præget af en fremtrædende etisk alvor, men led af åndelig uklarhed. På trods af denne svaghed var Hauges tilhængere ved hans død spredt ud over hele Norge. Udviklingen i den haugianske bevægelse gik derefter - navnlig fra omkring 1840 - i retning af stigende evangelisk klarhed og frigørelse. Retningen var helt igennem pietistisk, og haugianismen har tilført den norske kirke stærke impulser og har været udgangspunktet for meget af det praktiske kirkearbejde i Norge, der trækker tråde helt frem til nutiden. Siden reformationen har ingen enkelt mand haft større betydning for det kristelige og kirkelige liv i Norge end lægmanden Hauge.